# أل باور
أل باور (بالإنجليزية: Al Bauer)‏ هو لاعب كرة قاعدة أمريكي، ولد في 7 أغسطس 1859 في كولومبوس في الولايات المتحدة، وتوفي في 23 فبراير 1944.

## وصلات خارجية
- أل باور على موقعبيزبول رفرنس.كوم (الدوري الرئيسي) (الإنجليزية)
- أل باور على موقعبيزبول رفرنس.كوم (الدوري الثانوي) (الإنجليزية)